# Schidax squammularia
Schidax squammularia är en fjärilsart som beskrevs av Jacob Hübner 1816/27. Schidax squammularia ingår i släktet Schidax och familjen Uraniidae. Inga underarter finns listade.